# Haplopelma
Haplopelma é um gênero da família Theraphosidae (Tarântulas).

## Exemplos de espécies do gênero Haplopelma
Conforme The World Spider Catalog 11.5 :
- Haplopelma albostriatum
- Haplopelma lividum
- Haplopelma costale
- Haplopelma doriae
- Haplopelma minax